# Timo Glock
Timo Glock (Lindenfels, 18 de março de 1982) é um automobilista alemão que atualmente compete na Deutsche Tourenwagen Masters. Competiu na Fórmula 1 por seis temporadas, tendo estreado em 2004 pela Jordan e feito passagens pela Toyota, Virgin e Marussia, se retirando ao final de 2012. Foi campeão da GP2 Series em 2007, da Fórmula BMW ADAC em 2001 e da ADAC Formula Junior Cup em 2000.

## Carreira
Glock começou sua carreira no automobilismo em 1998, aos 15 anos. Ele venceu vários campeonatos de kart, bem como a BMW ADAC Junior Cup em 2000 e o Fórmula BMW ADAC em 2001. Em sua primeira temporada no Campeonato Alemão de Fórmula 3 em 2002, ele terminou em terceiro na classificação a caminho das honras de novato do ano. Em 2003, ele competiu na Fórmula 3 Euro Series, vencendo três corridas e marcando outros três pódios, o que foi o suficiente para colocá-lo na quinta posição no campeonato.

### Fórmula 1

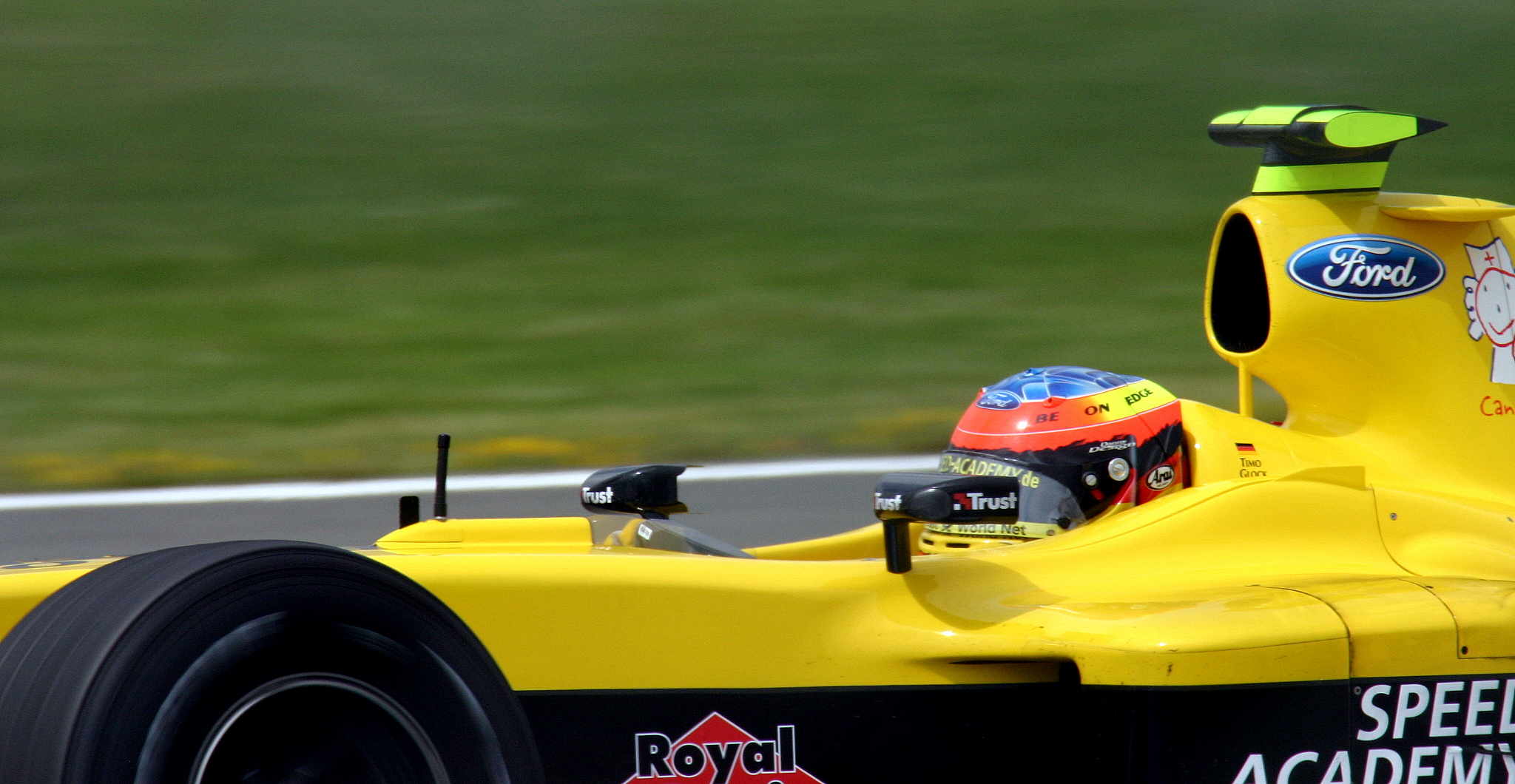
Glock durante os treinos do

Em 2004, Eddie Jordan contrata Timo Glock como terceiro piloto da equipe Jordan.
Na semana do Grande Prêmio do Canadá, Glock é confirmado como piloto titular para conduzir o Jordan #19, que até então era ocupado pelo italiano Giorgio Pantano, que deixou a equipe por problemas financeiros. O alemão de 22 anos terminou a prova em 11º lugar, mas as desclassificações dos carros da Williams e da Toyota por irregularidades no sistema de freios, foi classificado oficialmente em 7º lugar e os primeiros 2 pontos da carreira. Pantano voltou nas sete provas seguintes, mas nas três últimas provas voltou a ser substituído por Glock, que disputou os GPs da China, do Japão e do Brasil, terminando em 15º em todas essas provas.

### Champ Car
Glock disputou a Champ Car em 2005 com a Rocketsports, conquistando o 8º lugar no campeonato, após ficar dez corridas no Top-10, duas no Top-5 e alcançar um pódio, o segundo lugar em Montreal. Seus resultados o colocaram como o melhor novato do ano.

### GP2 Series
Em 2006 disputou a GP2 Series, terminando em 4º no campeonato com 60 pontos pela equipe ISport International e pela mesma equipe, disputou novamente a GP2 Series, conquistando o título em 2007, sendo beneficiado com um abandono do rival Lucas Di Grassi na última prova em Valência. Com isso, Glock encerrou o ano com 87 pontos, dez a mais que Di Grassi, que ficou com o vice.

### Retorno à Fórmula 1

#### Toyota (2008-09)
No mês de novembro de 2007, Timo Glock fecha acordo com a Toyota para disputar o campeonato de 2008 da Fórmula 1 na vaga do compatriota Ralf Schumacher. Glock pontuou seis vezes, se destacando no GP da Hungria, em que ele foi o segundo colocado e conquistou seu primeiro pódio da carreira na F1. Seus resultados o colocaram em décimo lugar, com 25 pontos.

##### Incidente em Interlagos

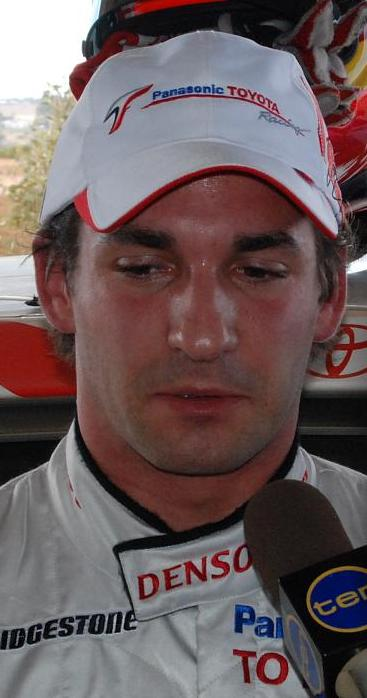
Glock em 2008

Glock foi apontado pela imprensa brasileira tornando-se, involuntariamente, o vilão de Felipe Massa e da torcida brasileira como o piloto que definiu o título do mundial de 2008 em favor de Lewis Hamilton, ao ser ultrapassado pelo piloto inglês nas últimas curvas do Grande Prêmio do Brasil disputado em Interlagos, finalizando assim o primeiro título de Hamilton. Na ocasião, chovia levemente quando quase todos os pilotos, à exceção de Glock e Trulli (pilotos da Toyota), trocaram os pneus. Com isso, o alemão que estava em sétimo, passou para o quarto lugar, ganhando as posições de Vettel, Hamilton e Kovalainen, que optaram pela troca de pneus e naquele momento Felipe Massa ficava com o título.
Na última volta quando a chuva ficou mais forte, o alemão da Toyota #12 não conseguiu manter o rendimento, e no início da "Junção" ele foi ultrapassado numa manobra por Vettel e Hamilton (chegando na 5ª posição para garantir o título).
Após a prova, o piloto da Toyota disse que nada poderia fazer para impedir a ultrapassagem de Hamilton, já que no pelotão da frente, ele era o único que corria sem pneus de chuva. 
"Não fazia sentido parar para trocar, já que, assim, eu ficaria fora da zona de pontuação. Fiz de tudo para permanecer na pista. Ficava no meu carro falando: "Só mais uma volta, só mais uma volta". Tentei fazer o meu melhor, mas não deu. Corridas são assim", disse Glock.
Dez dias depois da prova, o livro de visitas do site oficial de Glock foi atacado com mais de 500 mensagens, a maior parte de cunho racista, em função do piloto alemão da Toyota ser ultrapassado por Hamilton na última volta. Até os dias atuais, Glock é lembrado por essa manobra, tendo se tornado um meme da internet.

##### Acidente no Japão

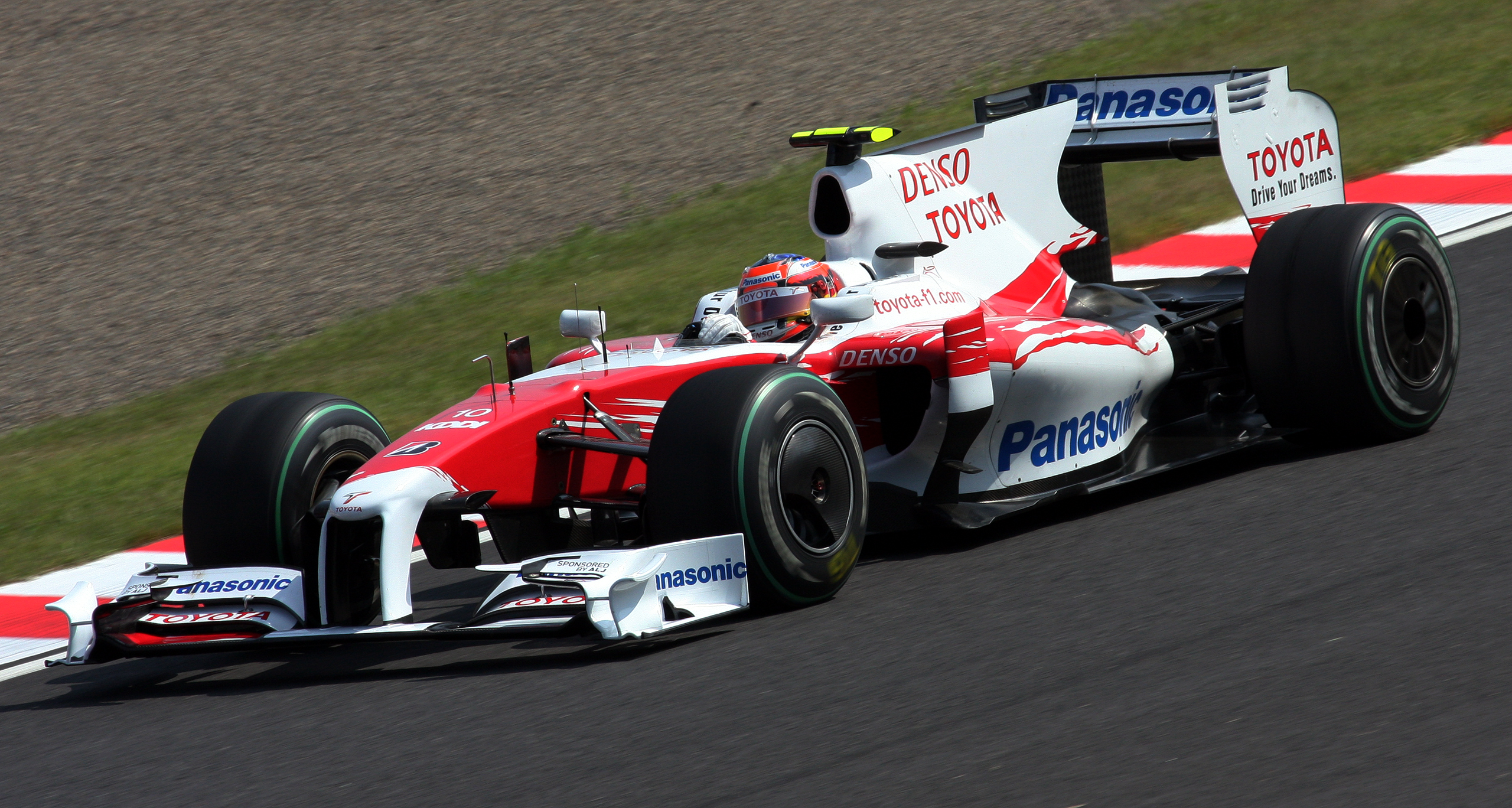
Glock durante os treinos do

Durante o treino classificatório para o Grande Prêmio do Japão, Glock sofreu um grave acidente e teve de ser levado de helicóptero ao hospital de Suzuka. Com um profundo corte na perna esquerda e dores nas costas, acabou ficando fora da corrida.
Posteriormente, ficou constatado que Glock tinha uma fratura na coluna, decorrente do acidente no Japão e por isso ficou também fora do Grande Prêmio do Brasil, sendo substituído pelo piloto japonês Kamui Kobayashi. O piloto alemão também não participou do Grande Prêmio de Abu Dhabi. Embora já estivesse sentindo-se bem para correr, a equipe resolveu não correr riscos e decidiu poupá-lo.
Mesmo assim, 2009 foi a melhor temporada de Glock na F1, com ele pontuando em sete etapas e fazendo dois pódios, um terceiro lugar na Malásia e um segundo lugar em Singapura, embora ele tenha terminado na mesma décima colocação de 2008 e feito 24 pontos, um a menos do que a temporada passada.

#### Virgin (2010–2011)

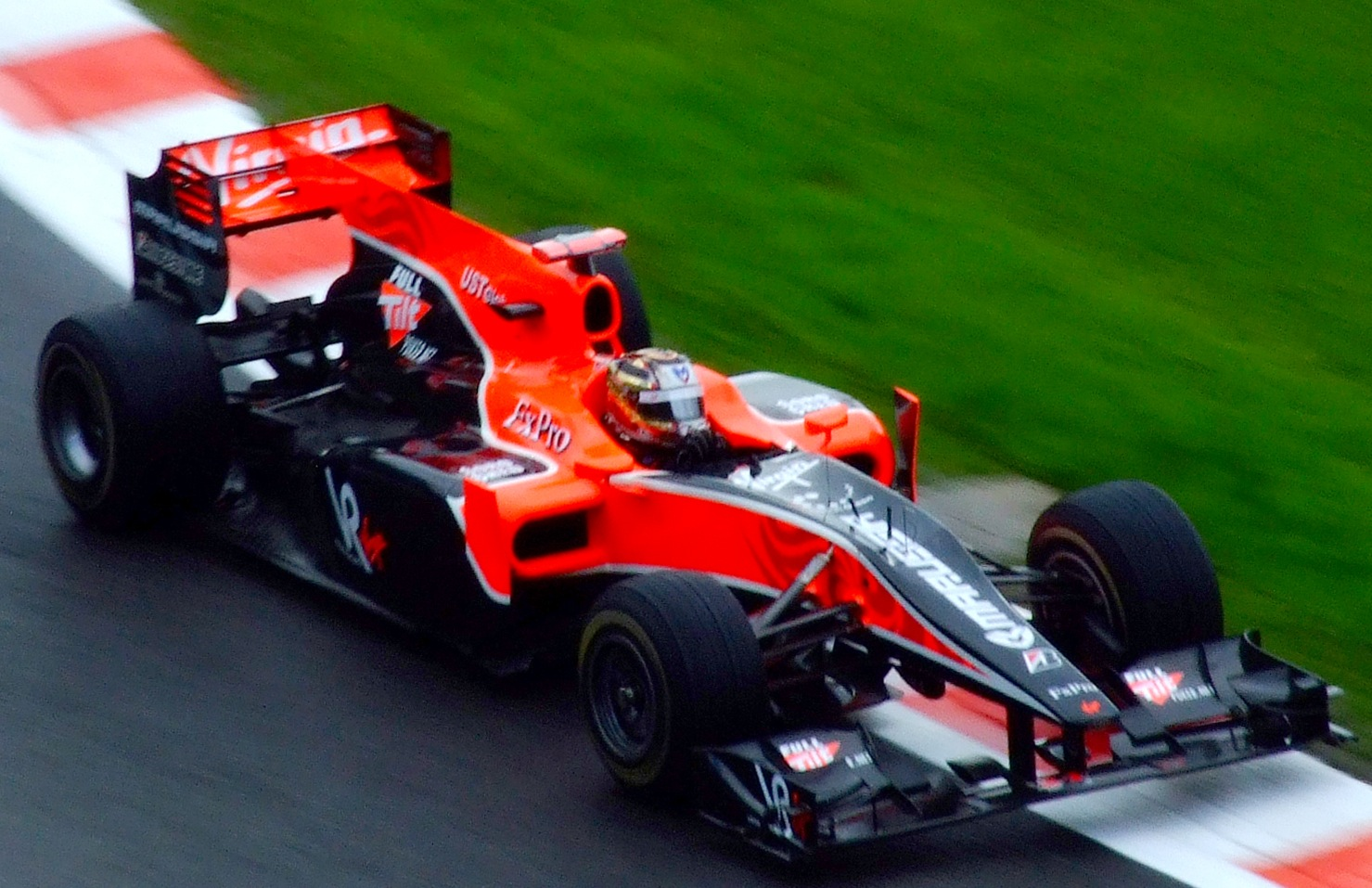
Glock nos treinos do

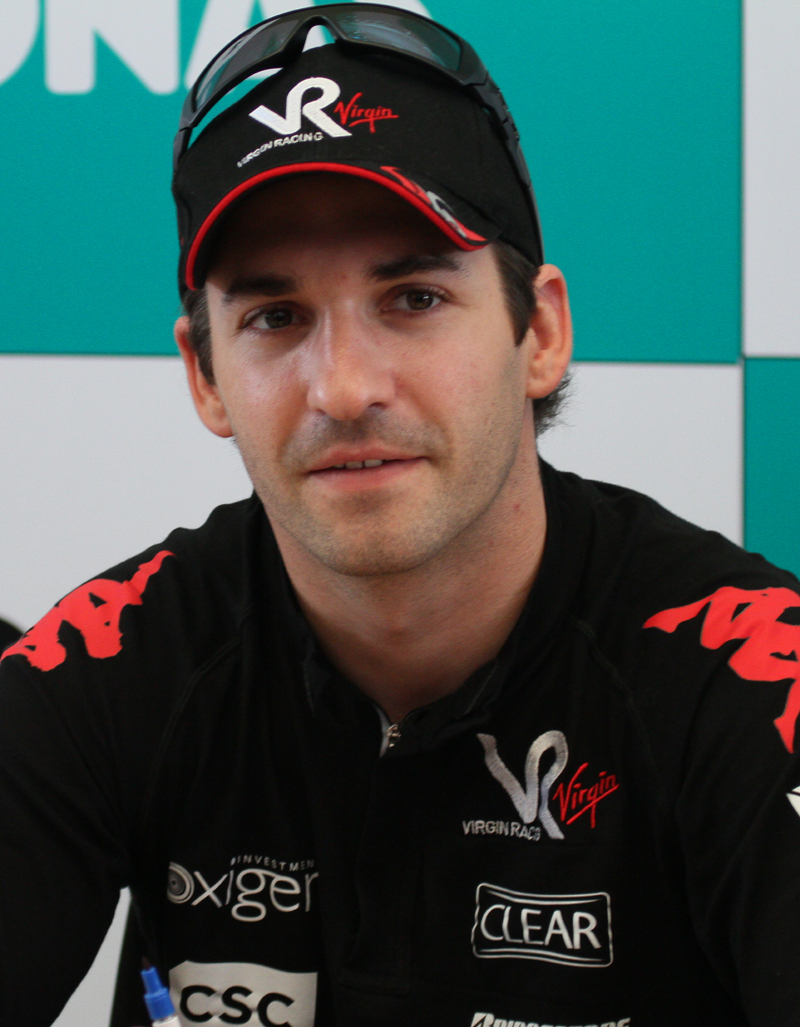
Timo Glock em 2010

Em 17 de novembro de 2009 foi anunciado que Glock disputaria a temporada de 2010 pela equipe estreante Virgin Racing, sendo companheiro de Lucas Di Grassi. Glock abandonou oito provas e não pontuou nenhuma vez, tendo um 14º lugar no Japão como melhor resultado e sendo o 25º colocado, uma posição abaixo de Di Grassi, e ficando à frente apenas de Sakon Yamamoto e de Christian Klien, que correram menos da metade das etapas.
Em 2011, Glock passou a ser companheiro de Jérôme d'Ambrosio. Seus abandonos caíram pela metade, mas Glock seguiu fora da zona de pontuação. Foi novamente o 25º colocado, uma posição abaixo de seu companheiro, e só ficou na frente de Narain Karthikeyan, Daniel Ricciardo e Karun Chandhok, que não fizeram a temporada completa.

#### Marussia (2012)

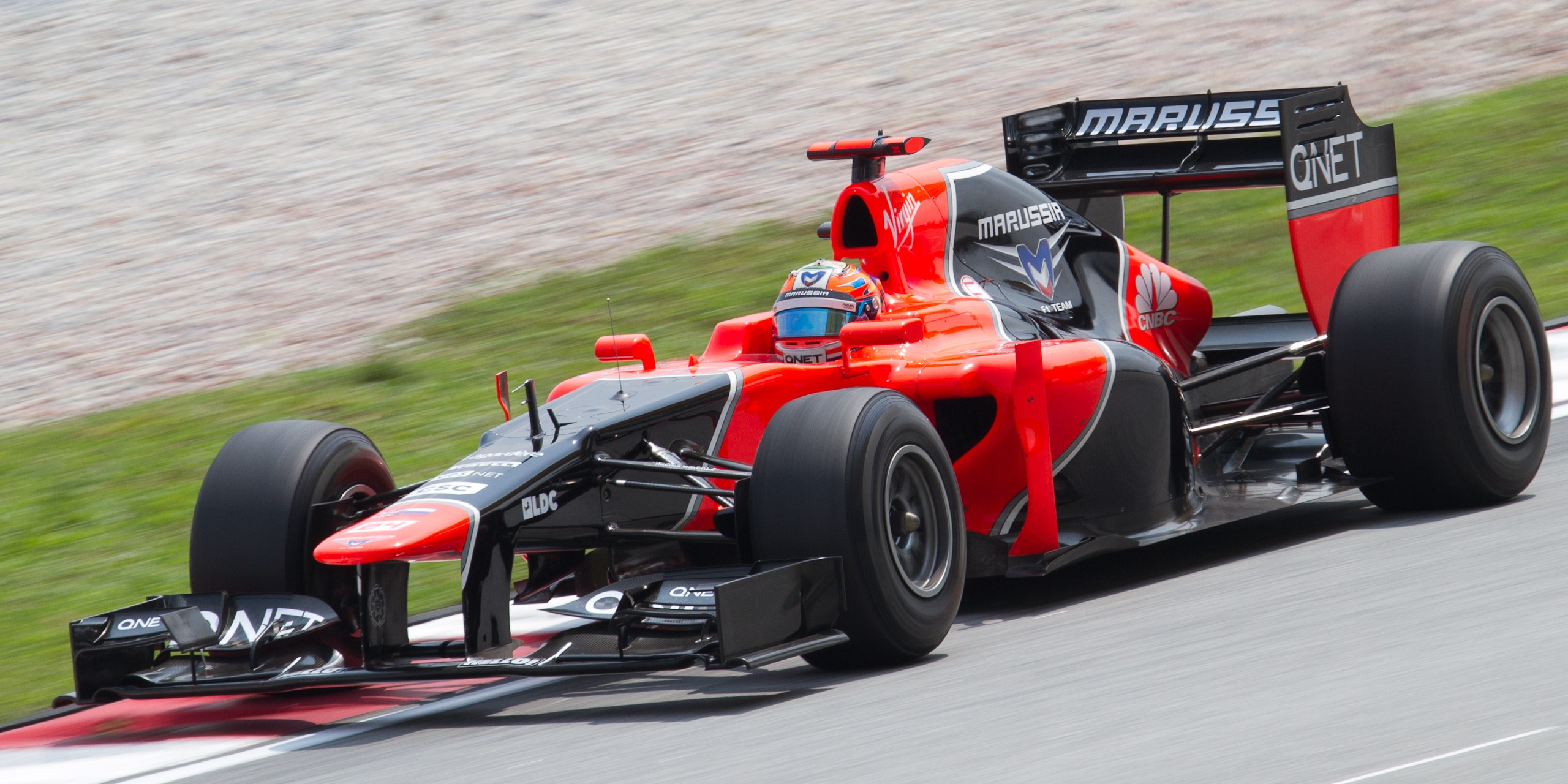
Glock durante os treinos do

Em 2012, a Virgin mudou definitivamente de nome para Marussia, e Glock seguiu na equipe, recebendo um novo companheiro, Charles Pic. Glock ficou mais um ano sem pontuar, tendo como melhor resultado um 12º lugar em Singapura. Foi vigésimo no campeonato de pilotos, ficando uma posição acima de Pic. Apesar de ter contrato para ficar na Marussia até 2014, Glock não seguiu com a equipe em 2013, se retirando da F1 em definitivo.

### DTM
Após deixar a F1 em 2013, Glock se tornou piloto da BMW na Deutsche Tourenwagen Masters (DTM), que é uma categoria de corrida de carros de turismo baseada na Alemanha. Em seu primeiro ano, Glock correu ao lado de Marco Wittmann e teve dois pódios, incluindo sua primeira vitória na categoria, em Hockenheimring.

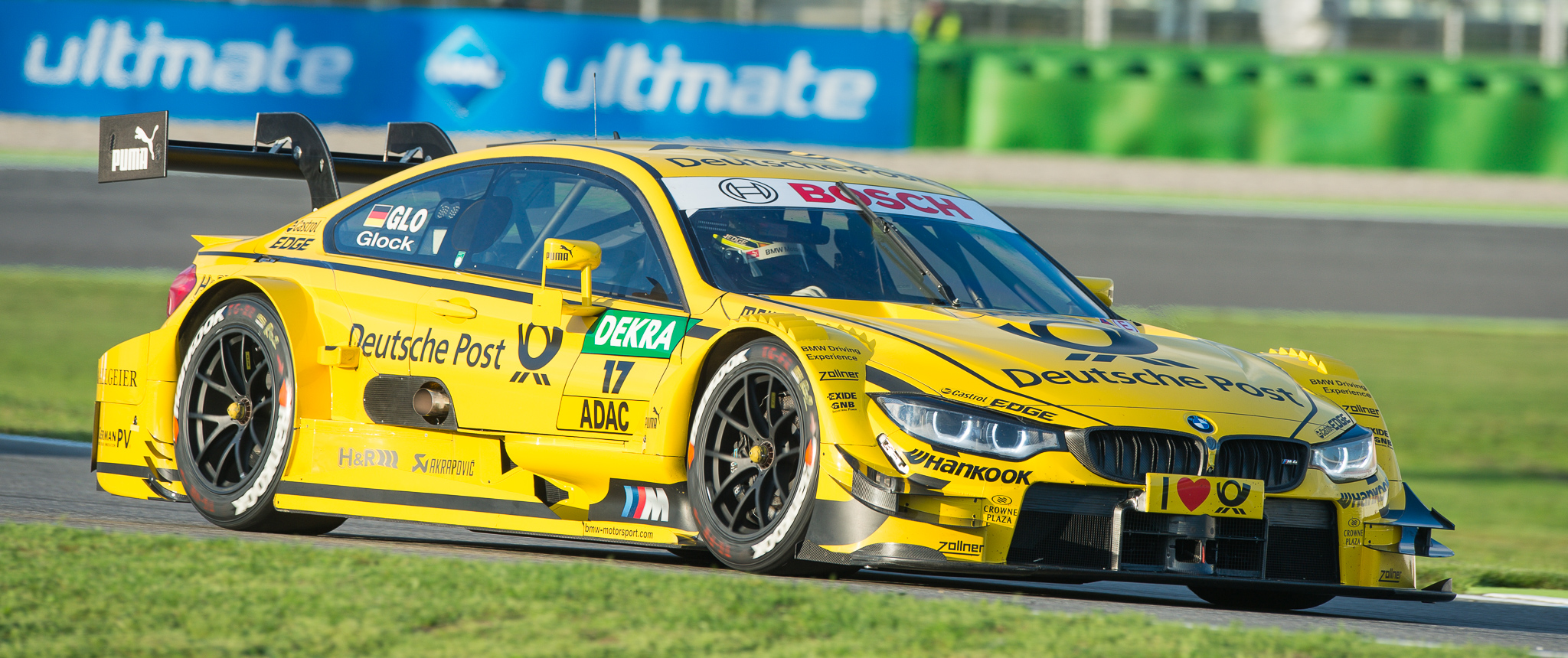
Glock em Hockenheim em 2014

Em 2014, não venceu nenhuma vez, conseguindo apenas um pódio no Red Bull Ring e despencando para décimo sexto. Permanecendo na equipe MTEK em 2015, fazendo parceria com Bruno Spengler, Glock conquistaria outra vitória na corrida em Oschersleben, mas só conseguiria ficar em décimo quinto lugar no campeonato.

Glock se reuniria com Wittmann em 2016, já que a BMW o transferiu para a RMG para fazer parceria com o compatriota. Glock venceu no Red Bull Ring, mas não conseguiu ameaçar o campeonato, embora tenha subido para o décimo lugar na disputa pelo título. Em 2017, Glock teria uma temporada mais forte, garantindo outra vitória em Zandvoort a caminho do sétimo lugar no campeonato. Em 2018, após uma transferência para a Team RMR, Glock emergiu como um dos primeiros pretendentes ao título, voltando a vencer em Hockenheimring, embora ele acabasse caindo para o quinto lugar depois de se tornar uma ruína do eventual campeão Gary Paffett.

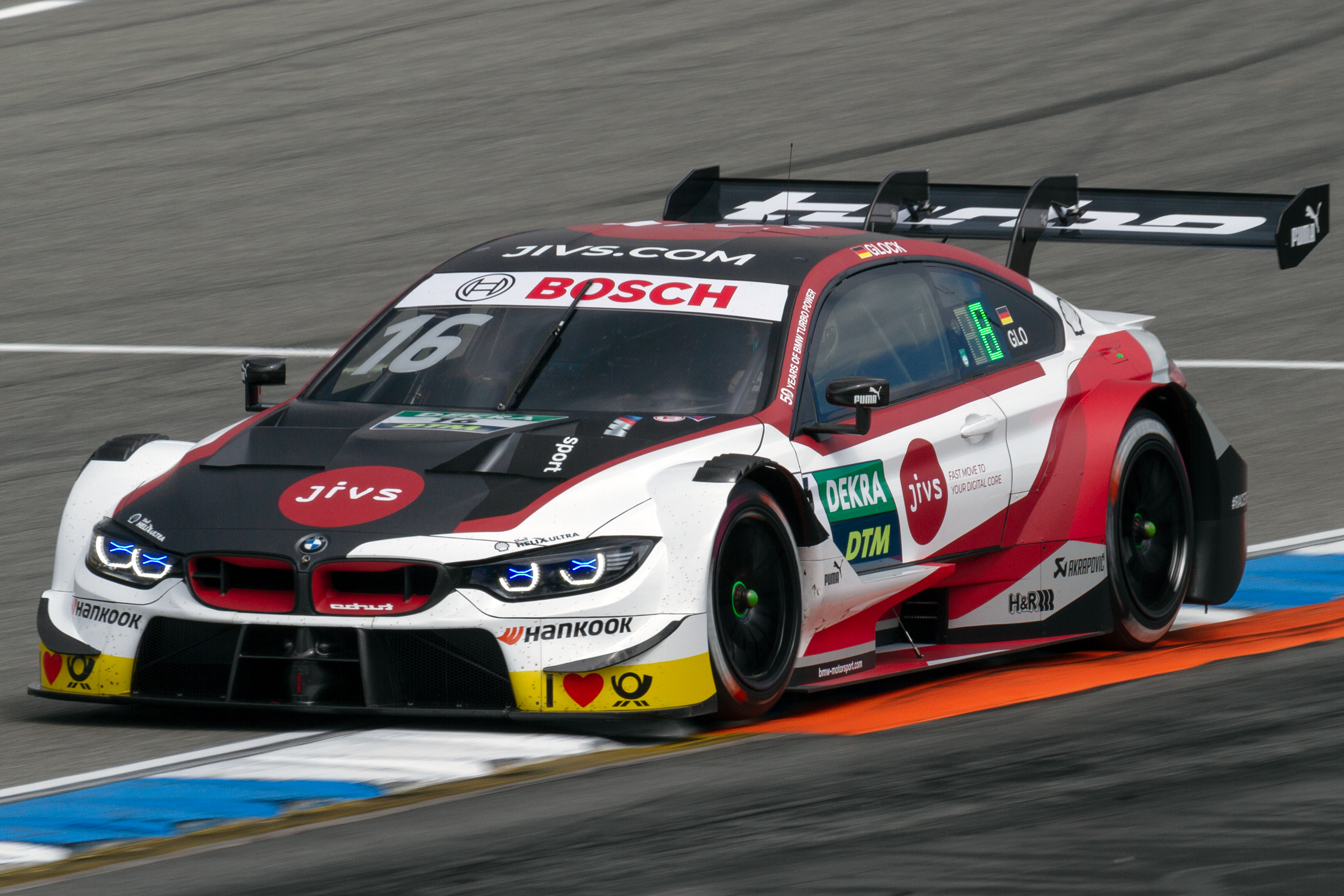
Glock na DTM em 2019.

Em 2019, Glock despencou para o décimo segundo lugar no campeonato, não tendo conseguido terminar no pódio durante a temporada. Em 2020, Glock voltou aos pódios com o segundo lugar em Lausitz, embora não tenha vencido. Mesmo assim, ele conseguiu igualar o quinto lugar de 2018, embora tenha feito 120 pontos, 24 a menos do que no ano citado.
Glock foi para a ROWE Racing em 2021, pontuando em apenas quatro de dezesseis etapas e ficando em décimo sétimo lugar. Em 2022, Glock retornou para a rodada de Ímola da DTM com a Ceccato Motors, abandonando a corrida 1 e sendo 11º na corrida 2.
Glock anunciou seu retorno à DTM para 2025, competindo com a Dörr Motorsport, equipe parceira da McLaren, ao lado do jovem Ben Dörr, filho do dono da equipe.

## Carreira na televisão
Glock trabalhou como comentarista de transmissões esportivas para os canais de televisão do RTL Group.

## Posição de chegada nas corridas de Fórmula 1
Legenda: (Corrida em itálico indica volta mais rápida)
| Ano  | Equipe                  | Chassis       | Motor                  | Pneus | 1       | 2       | 3       | 4       | 5      | 6       | 7       | 8       | 9      | 10      | 11     | 12     | 13     | 14      | 15      | 16      | 17      | 18     | 19      | 20     | Pontos | Posição  |
| ---- | ----------------------- | ------------- | ---------------------- | ----- | ------- | ------- | ------- | ------- | ------ | ------- | ------- | ------- | ------ | ------- | ------ | ------ | ------ | ------- | ------- | ------- | ------- | ------ | ------- | ------ | ------ | -------- |
| 2012 | Marussia F1 Team        | Marussia MR01 | Cosworth CA2012 2.4 V8 | P     | AUS 14  | MAL 17  | CHN 19  | BAR 19  | ESP 18 | MON 14  | CAN Ret | EUR DNS | GBR 18 | ALE 22  | HUN 21 | BEL 15 | ITA 17 | SIN 12  | JAP 16  | COR 18  | IND 20  | ABU 14 | EUA 19  | BRA 16 | 0      | NC (20º) |
| 2011 | Marussia Virgin Racing  | Virgin MVR-02 | Cosworth CA2011 2.4 V8 | P     | AUS NC  | MAL 16  | CHN 21  | TUR DNS | ESP 19 | MON Ret | CAN 15  | EUR 21  | GBR 16 | ALE 17  | HUN 17 | BEL 18 | ITA 15 | SIN Ret | JAP 20  | COR 18  | IND Ret | ABU 19 | BRA Ret |        | 0      | NC (25º) |
| 2010 | Virgin Racing           | VR-01         | Cosworth CA2010 2.4 V8 | B     | BAR Ret | AUS Ret | MAL Ret | CHN DNS | ESP 18 | MON Ret | TUR 18  | CAN Ret | EUR 19 | GBR 18  | ALE 18 | HUN 16 | BEL 18 | ITA 17  | SIN Ret | JAP 14  | COR Ret | BRA 20 | ABU Ret |        | 0      | NC (25º) |
| 2009 | Panasonic Toyota Racing | TF109         | Toyota RVX-09 2.4 V8   | B     | AUS 4   | MAL 3½  | CHN 7   | BAR 7   | ESP 10 | MON 10  | TUR 8   | GBR 9   | ALE 9  | HUN 6   | EUR 14 | BEL 10 | ITA 12 | SIN 2   | JAP DNS | BRA Les | ABU Les |        |         |        | 24     | 10º      |
| 2008 | Panasonic Toyota Racing | TF108         | Toyota RVX-08 2.4 V8   | B     | AUS Ret | MAL Ret | BAR 9   | ESP 11  | TUR 13 | MON 12  | CAN 4   | FRA 11  | GBR 12 | ALE Ret | HUN 2  | EUR 7  | BEL 9  | ITA 11  | SIN 4   | JAP Ret | CHN 7   | BRA 6  |         |        | 25     | 10º      |
| 2004 | Jordan Ford             | EJ14          | Ford RS2 3.0 V10       | B     | AUS TD  | MAS TD  | BAR TD  | SMR TD  | ESP TD | MON TD  | EUR TD  | CAN 7   | EUA TD | FRA TD  | GBR TD | ALE TD | HUN TD | BEL TD  | ITA TD  | CHN 15  | JAP 15  | BRA 15 |         |        | 2      | 19º      |

½ Em corridas que não completaram 75% das voltas a pontuação é reduzida pela metade.